# Раки (кратер)
Вижте пояснителната страница за други значения на Раки.
Раки (на английски: Raki) е ударен кратер разположен на планетата Венера. Той е с диаметър 7,5 km, и е кръстен на фула име Раки.